# 玻璃琴
玻璃琴（英語：glass harmonica），由一系列尺寸不一的玻璃碗由大到小排列而成，演奏者通过用手指摩擦碗边来使之发声，而这一演奏方式最早可追溯到意大利文艺复兴时期。
第一个依靠手指与玻璃器皿边缘摩擦来弹奏曲子的是爱尔兰人理查德·波克里奇(Richard Pockrich)。他在高脚酒杯裡注入不等量的水，于十八世纪四十年代开始了他的演奏生涯。不幸的是，这位演奏家连同他用于演奏的这些玻璃酒杯都在一场大火中化为了灰烬。
在他之后，本杰明·富兰克林的一位朋友、当时皇家学会会员爱德华·迪拉沃(Edward Delaval)继承波克里奇的事业并改良他的乐器，使之音调更精准且更易于演奏。与迪拉沃处于同一年代的克里斯多夫·威利博德·格鲁克(Christoph Willibald Gluck)，在英格兰凭借类似的乐器吸引了众人的目光。

## 基本介绍

### 名称

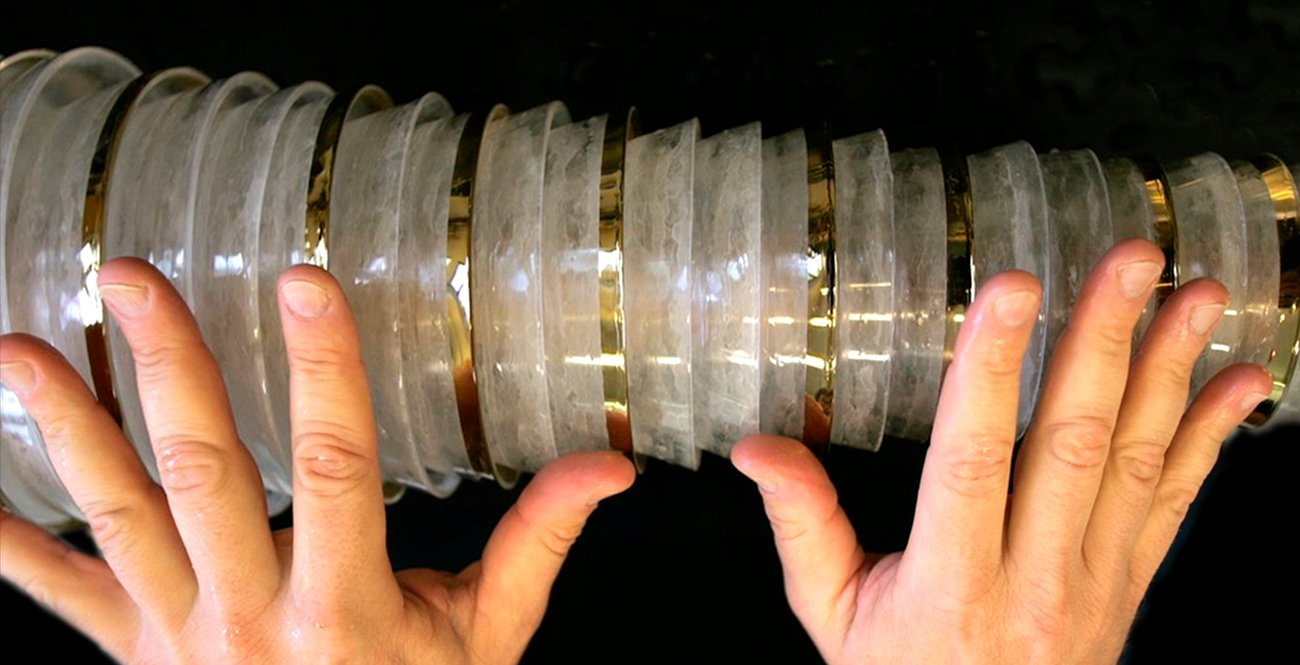
玻璃琴近观

玻璃琴（亦称“和音琴”，“玻璃碗琴”）最初由它的发明者美国著名科学家、社会活动家、音乐家本杰明·富兰克林命名为“harmonica”。该名来源于意大利词“harmonia”，意为“和声”。这一乐器最早由孟文涛在《中国大百科全书·音乐舞蹈卷》（1989年4月出版，第64页）一书中以“玻璃琴”一名译介到中国，书中介绍道：它将不同音高、由大渐小的玻璃杯盘侧向排列，穿于一水平轴上，轴端以杠杆连踏板,踩动踏板使半浸于浅水槽中的玻璃杯盘旋转,以手指摩擦湿润的杯盘上部边缘发音。

### 玻璃琴与富兰克林
本杰明·富兰克林（1706年1月17日—1790年4月17日）， 是美国杰出的政治家、科学家、实业家、作家、外交家和独立革命的领导人。然而, 人们在颂扬富兰克林的功绩时, 往往会忽视他在音乐方面的才能。在幼年时, 富兰克林受到父亲的音乐启蒙, 非常喜欢音乐, 学会了演奏竖琴、吉他、小提琴及其他一些乐器。长大后他还喜欢为熟悉的曲子填词, 有些歌词还在朋友之间广为流传。更令人惊奇的是, 他天生有一副好嗓子。在朋友聚会时, 他有时高歌一曲抒发自己的喜悦之情, 有时弹奏一曲为朋友助兴。
1761年5月，本杰明·富兰克林在英国剑桥看到爱德华·迪拉沃(Edmund Delaval)用装了水的高脚酒杯来演奏乐曲后，同年， 他发明了一种全新的放置玻璃器皿的方式。富兰克林与玻璃工查尔斯·詹姆斯(Charles James)一起创造了一种玻璃乐器，并取希腊语中“和谐”之意将其命名为“armonica”。这一乐器于1762年由玛丽安·戴维斯(Marianne Davies)首次公开演奏。

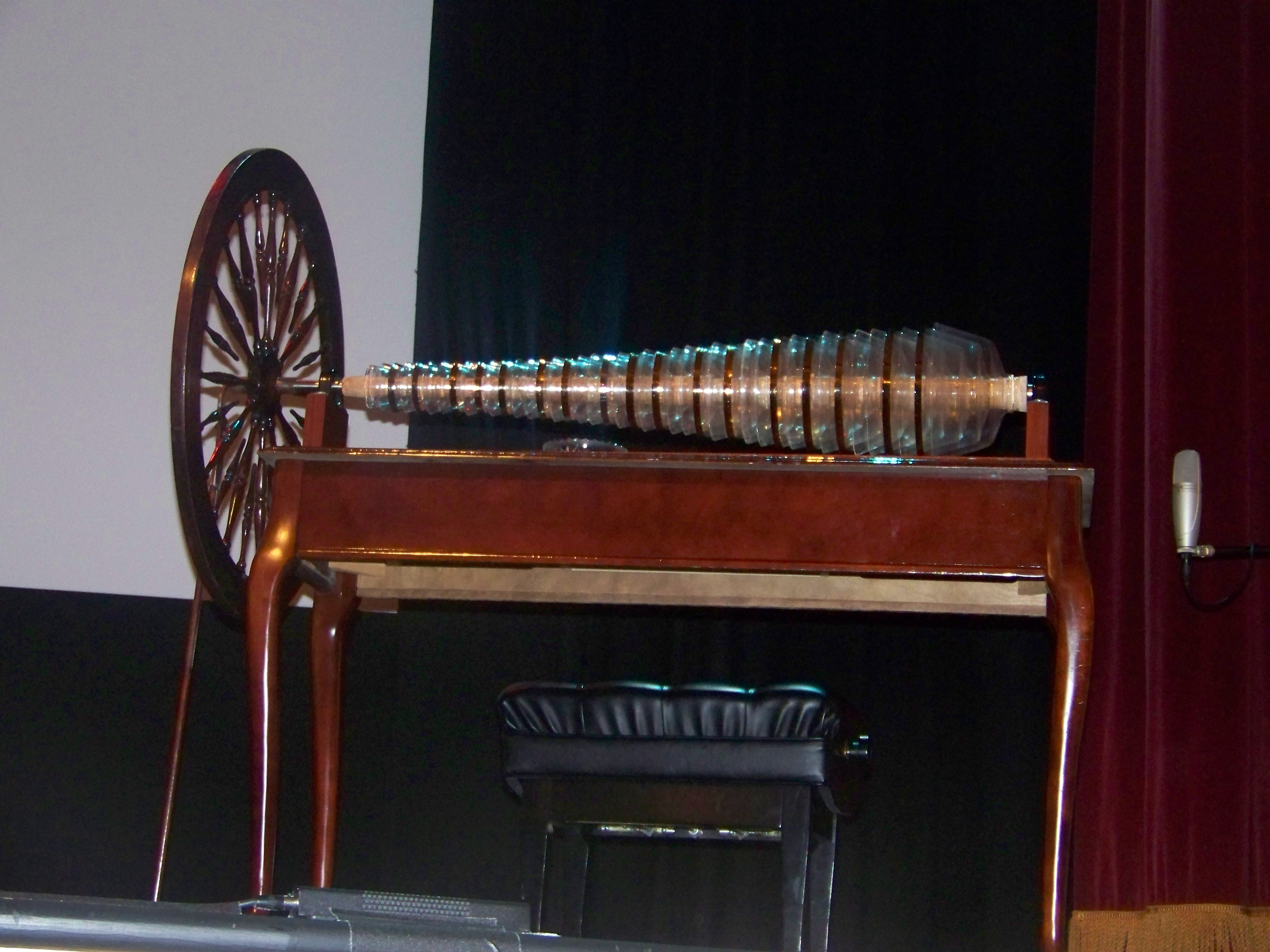
本杰明·富兰克林设计的玻璃琴

为了更方便演奏，富兰克林对玻璃乐杯进行了重新设计。
富兰克林版的玻璃琴由踏板操作，37个碗在铁轴上水平叠置，通过脚踩踏踏板使铁轴旋转。演奏者用沾湿的手指摩擦玻璃碗边缘来演奏音符。每个碗缘根据该碗发声音调的高低被涂以不同的颜色：深蓝色为A调，紫色为B调，红色为C调，橙色为D调，黄色为E调，绿色为F调，蓝色为G调，升调或降调为白色。富兰克林设计的玻璃琴可以同时发出十个音高，而这在此前用高脚酒杯演奏是很难做到甚至可以说无法做到这一点。富兰克林还提议演奏者在手指上蘸上一些粉笔灰，粉笔灰与玻璃琴中酸性的水相作用可使每个音符的声音更清晰。
这种新乐器较以前的玻璃杯乐器优越了许多。它足以弹敲3个音阶及其全部半音, 其音调甜美动听。而且这种乐器比其他琴容易掌握, 只要通过打磨乐杯的边缘, 就可以永久地定音, 不必像弦乐器那样经常地调试定音。
在富兰克林之后，有一位名为威廉·才特勒(William Zeitler)的人设法将几十只直径大小不同的玻璃碗被置于不同深度的水中，以此来改变琴的音高。当玻璃琴被浸没在注满水的水槽中并转动铁轴之时，这些玻璃碗发出的音色变得刺耳且模糊不清，效果并不好。
玻璃琴发明后, 曾在欧洲流行了数年。根据富兰克林的设计, 一些伦敦人复制了这种琴, 最高价格售到40 个金币, 这个价钱在当时是非常昂贵的。音乐家们纷纷在英国、意大利和维也纳的帝国宫廷里演奏。由于它是在英国发明的, 所以,直到1764 年12 月才传到费城, 并首次在美国议会大厅进行演奏。这种乐器在德国和奥地利最为流行，著名音乐家莫扎特和贝多芬也曾为这种乐器作曲。不过这种乐器也有缺陷：弹奏时,杯子随着铁轴的转动, 容易磨损演奏者的手神经。
1975年，美国明尼苏达州明尼阿波利斯市巴肯博物馆(Bakken Museum)收入并展出了一架玻璃琴原物，可惜琴中有几个玻璃碗在装运过程中被损毁。这架琴由一位法国的乐器商向布里尔隆·德·朱伊女士（Mme. Brillon de Jouy）的后代手中收购得来，这位女士是本杰明·富兰克林1777年至1785年在巴黎郊区帕西居住时的一位邻居。有一些十八十九世纪的玻璃琴样本留存到了二十一世纪。弗兰茨·梅斯梅尔（Franz Mesmer）是一位玻璃琴演奏家，他将演奏玻璃琴作为他催眠术的一个组成部分。
一架由富兰克林后代于1956年捐赠的最原始的富兰克林版玻璃琴被收藏在美国费城富兰克林学会档案馆（暨本杰明·富兰克林国家纪念馆）(Franklin Institute)中，捐赠的初衷是为了避免这架玻璃琴被家中孩子在茶余饭后的嬉戏中敲毁。这架琴仅在富兰克林生日等特殊场合才会被展出。

### 玻璃琴的声音
玻璃琴声音优雅超凡，而它那有些令人迷失的声音特质则部分原因是由于人类感知和定位声音的范围的方式。当声音超过4000赫兹时，我们主要通过音量来在左右耳间进行辨别，从而通过双耳效应来确定声源的位置；当声音低于1000赫兹时，我们使用声波到达左右耳的“位相的不同”来确定声源的位置。玻璃琴的多数音色都在1000赫兹到4000赫兹这一范围之内，这和我们大脑“不太能够确定”的声音范围一致，所以从空间上我们难以确定这一声音是从哪儿来的，也难以辨别出用以产生这一声音的材料和技巧。
本杰明·富兰克林将玻璃琴的音色描述为“无与伦比的甜蜜”。在一封写给一位名叫詹巴迪斯塔·贝加利亚(Giambattista Beccaria)的意大利的一位神父的信上，他是这样说的：“这一乐器的优势在于它的音色比起其他乐器是无与伦比的甜蜜，它的音色可以通过指尖力度的变化随意地增强减弱并且可以无限延长，而且你只需要为这一乐器校一次音”。

## 流行与复兴

### 流行一时
玻璃琴在十八世纪曾经名噪一时。
沃尔夫冈·阿马德乌斯·莫扎特(Wolfgang Amadeus Mozart)、格奥尔格·弗里德里希·亨德尔(George Frideric Handel)、路德维希·范·贝多芬(Ludwig van Beethoven)、理查德·施特劳斯(Richard Strauss)和其他一百多位作曲家为玻璃琴谱过曲。其中一些曲目经过改编可以在更为传统的乐器上演奏，所以完全保留了下来。
欧洲的最高统治者们沉迷于玻璃琴，就连法国国王路易十六的王后玛丽·安托瓦内特(Marie Antoinette)都从小师从玛丽安·戴维斯(Marianne Davies)学琴。卡米尔·圣桑(Camille Saint-Saëns)在他的动物狂欢节系列室内乐组曲中（第七乐章和第十四乐章）用了玻璃琴这一打击乐。

### “危险”的玻璃琴
18世纪之后，玻璃琴就不太流行了。一些人说这是因为一些奇怪的流言——演奏玻璃琴会使音乐家和听众都发疯的。这种传言是无处不在的。
一位名叫弗里德里希·罗赫利茨(Friedrich Rochlitz)的德国音乐学家在《音樂廣訊報》中举了一个例子：
玻璃琴会过度刺激神经，使演奏者陷入不安的抑郁以及苦闷的沮丧之中，使得他倾向于自我毁灭。如果你正遭受着神经紊乱的折磨，那你不应该弹玻璃琴；即使你还没有生病，那你也不应该弹玻璃琴；如果你感到沮丧，你更不应该弹玻璃琴。
玛丽安·戴维斯（Marianne Davies）是一位年轻的长笛演奏家、钢琴演奏家，据说她是富兰克林的亲戚。她演奏玻璃琴的技艺炉火纯青，可以进行公开表演。可是玛丽安·戴维斯和她著名的歌手姐姐搭档进行了多年巡回演出之后，据说是由于玻璃琴悲伤的音色，她得了忧郁症，饱受折磨。
玛丽安·基希格斯纳(Marianne Kirchgessner)是一位玻璃琴演奏家，她在39岁时死于肺炎或是和肺炎及其类似的一种疾病，据说玻璃琴在其中也起了作用。但是包括富兰克林在内的其他演奏家们却都很长寿。到1820年，玻璃琴从常见的公开演出中消失了，它的美妙声音完全听不到了。这可能是因为音乐时尚改变了——音乐，走出了莫扎特时代相对较小的贵族大厅，走进了贝多芬和他的继承者们越来越大的音乐厅。
玻璃琴曾风靡一时。但像很多流行的东西一样，最终它退出了流行。它的发声机制无法产生足够大的能量来使声音填满大厅，而这些大厅却正是演奏现代弦乐、铜管乐器、木管乐器和打击乐器的演奏之地。更何况玻璃琴是玻璃制造的，很容易破损，这也是它不再流行的原因之一。
关于“危险的玻璃琴”这个流言的最新解释是因为玻璃琴是用铅玻璃做的，所以铅中毒威胁到了演奏者的生命。但是“触摸铅玻璃就能导致铅中毒”这一理论并没有已知的科学基础。此外，艾施(Eisch)的仿制品使用了所谓的“白水晶”，有比铅含量更高的钾；许多现代制品，比如芬肯贝纳公司（Finkenbeiner）制作的那些，则是用纯石英玻璃制作的。在18世纪和19世纪早期，铅中毒在玻璃琴的演奏者和非演奏者中是都是很常见的，这是因为医生会给许多得了小病的病人开含铅的复方药，同时铅或者氧化铅会在炊具和餐具中被用作防腐剂。在富兰克林时期，玻璃琴的演奏者们从他们的乐器上获得的铅远远不及他们从其它来源获得的铅。

### 当代复兴
玻璃琴演奏的音乐在1820年后并不广为人知，尽管葛塔诺·多尼采蒂想要用玻璃琴为他1835年的歌剧《拉美莫尔的露琪亚》中咏叹调“Il dolce suono”伴奏，而理查德·斯特劳斯在他1919年的歌剧《没有影子的女人》（Die Frau ohne Schatten）中也详述了此乐器的用法。直到20世纪30年代，德国演奏大师布鲁诺·霍夫曼（Bruno Hoffmann）重新兴起对以高脚酒杯为乐器演奏的兴趣，并在他震撼人心的演出中为其命名为“玻璃竖琴”。他用“玻璃竖琴”（Eisch传统式的玻璃杯放置在内置共振室的箱子中）改写了众多原为机械乐器谱写的曲子，也使当代作曲家为他这高脚杯式的乐器谱写新曲。
富兰克林的玻璃琴在1984年由玻璃吹制工及音乐家格哈德·芬肯贝纳（Gerhard B. Finkenbeiner）（1930-1999）改制。他经过30年的试验制作出的样品由透明玻璃和普通玻璃组成，后模仿18世纪装饰添加上金条纹。这些装饰的金条纹相当于钢琴上的黑键，简化了富兰克林的白色碗搭配多色碗边的设计。在马萨诸塞州，沃尔瑟姆的芬肯贝纳研究所如今继续制造玻璃琴并用于商业买卖。

法国乐器制造者及艺术家巴舍兄弟(Bernard and François Baschet)于1952年发明了现代版本的克拉德尼，叫做“水晶风琴”（英语名为crystal organ或意大利名为Cristal di Baschet）。它由52根半音相差的金属共鸣棒组成，演奏者可以用湿润的手指摩擦连接其上的玻璃棒子由此牵动这些金属共鸣棒。水晶风琴与其他玻璃乐器的主要区别在于玻璃棒子之间水平的间距和厚度完全相同，并且玻璃棒与可调音的金属柄连接。金属柄中添加了金属块以提高共鸣度。因此，演奏者通常可以得到非常好的自然声效果。

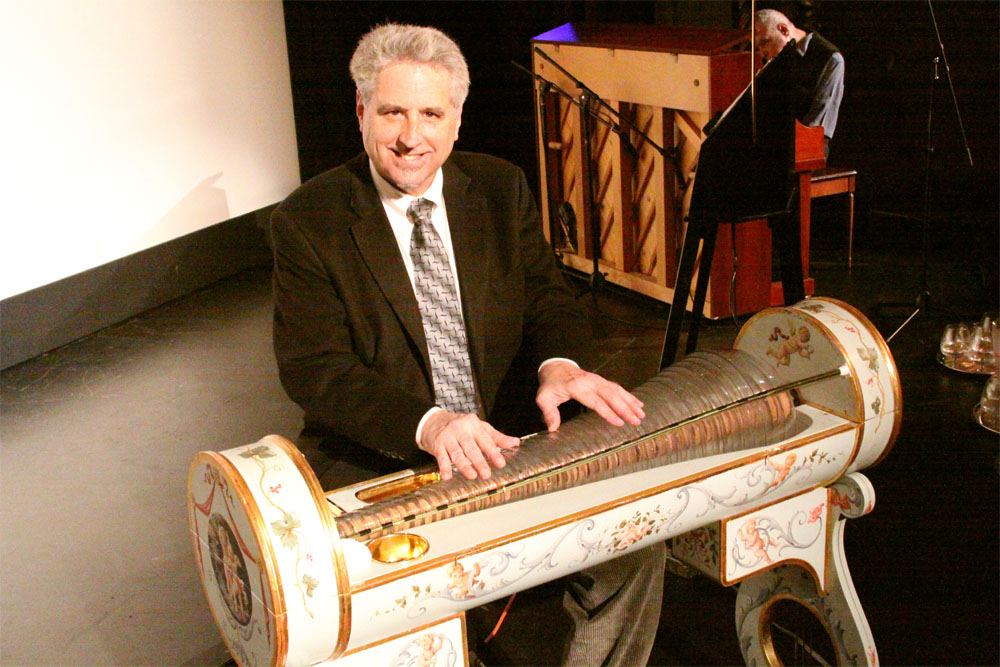
丹尼斯·詹姆斯(Dennis James)在位于俄克拉何马州的庞卡艺术中心演奏玻璃琴（2011年4月2日）.

通过一个形如火焰的多调谐长金属物,玻璃纤维或锥形金属壳被固定到木块上，因此声音可以被显著放大。在乐器的下部有一些金属细线，能够加强高频率音高的声效。
丹尼斯·詹姆斯（Dennis James）录制了一张全玻璃器乐演奏的专辑《Cristal: Glass Music Through the Ages》。制作人还有琳达·朗丝黛（Linda Ronstadt）和格莱美制作人获奖者约翰·波耶兰（John Boylan）。James在CD中用玻璃琴，水晶风琴和撒拉弗Seraphim演奏了莫扎特、加布里埃尔·福莱等人的作品的原始版本以及玻璃器乐改编版本。James为电影《心理陷阱》（“the Minus Man”）(1999) 和《夺命高校》("The Faculty")(1998)所作的配乐，就是用玻璃器乐演奏马可·贝尔特拉米（Marco Beltrami)的配乐作品。他年幼时就爱上了玻璃琴：“我六岁时参观费城的富兰克林研究所（Franklin Institute），那是我第一次注意到玻璃器乐。在城里著名的科技博物馆里，本杰明·富兰克林的玻璃琴就放置在进口圆形大厅的陈列柜里。我现在还清晰记得当时被深深迷住的情景。”

## 作品
自20世纪80年代玻璃琴被重新发现以来，包括简·埃里克·米卡森(Jan Erik Mikalsen)、瑞吉斯·坎波(Regis Campo)、艾蒂安·罗兰(Etienne Rolin)、菲利普·萨德(Philippe Sarde)、戴蒙·亚邦(Damon Albarn)、汤姆·威茨(Tom Waits)、米歇尔·雷朵夫(Michel Redolfi)、西里尔·莫林(Cyril Morin)、斯特凡诺·吉亚诺蒂(Stefano Giannotti)、托马斯·布洛赫(Thomas Bloch)和纪尧姆·科内松(Guillaume Connesson)在内的作曲家们又一次为它谱曲（独奏曲、室内乐、歌剧、电子音乐、流行音乐）。乔治·本杰明(George Benjamin)的著名新歌剧《写在皮肤上》 (“Written on Skin”) 在2012年艾克斯普罗旺斯音乐节上首次公演，其中很重要的一部分是为玻璃琴写的，并由阿拉斯代尔·麦莱(Alasdair Malloy)演奏。这首曲子在美国的首次公演则是由丹尼斯·詹姆士(Dennis James)在2013年的坦格物的音乐节上完成的。

### 独奏曲
- 菲利普·约瑟夫·弗里克 （Philipp Joseph Frick）: Balletto（芭蕾舞）
- 瓦茨拉夫·文森特马塞克 （Vaclav Vincenc Mašek）: 11 Stücke und 7 Variationen (zirka 1790–1800)
- 莫扎特 （Wolfgang Amadeus Mozart）: Adagio C（C调慢板）, KV 617a = 356
- 约翰·克里斯蒂安·穆勒 （Johann Christian Müller）: Anleitung zum Selbstunterricht auf der Harmonika,莱比锡，1788
- 约翰·戈特利布·瑙曼（Johann Gottlieb Naumann）: Six Sonates pour l'harmonica qui peuvent servir aussi pour le piano forte (insgesamt 12 Sonaten), 斯德哥尔摩,1950
- 约翰·弗里德里希·赖夏特（Johann Friedrich Reichardt）: Grazioso (约 1786)
- 卡尔·利奥波德·瑞里希 （Karl Lepold Röllig）: Kleine Tonstücke für die Harmonika oder das Pianoforte nebst einigen Liedern für das letztere, 莱比锡，1789
- 约瑟夫·施勒特（Joseph Schlett）: 2 Sonaten, 慕尼黑，1804。
- 约瑟夫·阿洛伊斯·施密特巴尔（Joseph Alois Schmittbaur）: Cinque Préludes et un rondo pour l'armonica ou pianoforte, 维也纳，1803
- 约翰·亚伯拉罕·彼得·舒尔茨 （Johann Abraham Peter Schulz）: Largo für die Harmonika, 自: AmZ，1799/1800。
- 文泽尔·约翰·托马斯克（Wenzel Johann Tomášek）: Fantasie für die Harmonica am Grabe der um dieses Instrument so sehr verdienten Demoiselle Kirchgessner, 自: AmZ, 于1809年3月8日补充。
- 杰拉尔德·勋菲尔丁格（Gerald Schönfeldinger）: Abendschatten – moment musicale
- 杰拉尔德·勋菲尔丁格 （Gerald Schönfeldinger）: Poem für die Glasharmonika
- 克里斯塔·勋菲尔丁格 （Christa Schönfeldinger）: Nürnberger Skizzen

### 室内乐
- 歌特赫夫·本杰明·弗莱舍尼尔 （Gotthelf Benjamin Flaschner）: Abendlied 和 An ein Vergissmeinnicht für Glasharmonika, 斯图加特。
- 理查德·格拉夫（Richard Graf）: "Sekunden zur Ewigkeit" 为玻璃琴与verrophone而作（由维也纳玻璃琴演奏家Duo演奏）
- 保罗·兰伯特·马谢克（Paul Lambert Mašek）: Benedictus für Glasharmonika, 斯图加特。
- 莫扎特（Wolfgang Amadeus Mozart）: Adagio und Rondo für Glasharmonika(KV 617), 维也纳1791年5月23日
- 约翰·戈特利布·瑙曼（Johann Gottlieb Naumann）: Duo für Glasharmonika und Laute (瑙曼歌剧Cora中写给古斯塔夫三世的一曲咏叹调), D-b (1779); Quartett C (Andante-Grazioso) (1789)
- 约翰·弗里德里希·赖夏特（Johann Friedrich Reichardt）: Rondeau b für Glasharmonika, 弦乐五重奏
- 托马斯·丹尼尔·施李 （Thomas Daniel Schlee）: Reine Gegenwart,(由玻璃琴以及verrophone演奏)
- 杰拉尔德·勋菲尔丁格（Gerald Schönfeldinger）: Abendschatten,(Besetzung: Glasharmonika, Verrophon - Wiener Glasharmonika Duo),
- 杰拉尔德·勋菲尔丁格（Gerald Schönfeldinger）: Aglaopheme – Die Glanzstimmige (Besetzung: Glasharmonika, Verrophon, Stimme),
- 杰拉尔德·勋菲尔丁格（Gerald Schönfeldinger）: Bleioxyd, (Besetzung: Glasharmonika, historisches Gläserspiel),
- 杰拉尔德·勋菲尔丁格（Gerald Schönfeldinger）: Devas Tanz,(Besetzung: Glasharmonika, Verrophon),
- 杰拉尔德·勋菲尔丁格（Gerald Schönfeldinger）: "Drumming on the edge of glass",(Besetzung: Glasharmonika, Verrophon),
- 杰拉尔德·勋菲尔丁格（Gerald Schönfeldinger）: Wesenlos – Eine Klangverklärung, (Besetzung: Glasharmonika, Verrophon),
- 杰拉尔德·勋菲尔丁格（Gerald Schönfeldinger）: Amphytrion, (Besetzung: Glasharmonika, Verrophon),
- 杰拉尔德·勋菲尔丁格（Gerald Schönfeldinger）: Bärentaler Kontratänze, (Besetzung: Glasharmonika, Verrophon),
- 杰拉尔德·勋菲尔丁格（Gerald Schönfeldinger）: Ballade Notee, (Besetzung: Glasharmonika, Verrophon),
- 杰拉尔德·勋菲尔丁格（Gerald Schönfeldinger）: Ehe die Erde Töne kannte, (Besetzung: Glasharmonika, Verrophon),
- 杰拉尔德·勋菲尔丁格（Gerald Schönfeldinger）: Tor zur Seele,(Besetzung: Glasharmonika, Verrophon),
- 杰拉尔德·勋菲尔丁格（Gerald Schönfeldinger）: Tränen des Leoparden, (Besetzung: Glasharmonika, Verrophon),
- Franz Xaver Schnyder von Wartensee: Duett für die Harmonika und das Pianoforte（手风琴与弦乐五重奏） (Der durch Musik überwundene Wütherich – Allegro furioso – Andante) 为玻璃琴及 Kl. 或者 Streichquintett 及 Kl.而作, 法兰克福/M. 约 1825

### 管弦乐作品
- 约尔格·维德曼（Jörg Widmann）: Armonika (Auftragswerk Int. Mozartwoche UA 2007)
- 柏辽兹（Hector Berlioz）: Glasharmonika-Part 一句亲笔写的话Fantaisie sur la Tempête de Shakespeare 来自: Lélio ou Le Retour à la vie (1831/32)
- 约翰·阿道夫·哈塞（Johann Adolph Hasse）: Kantate L'Armonica für Glasharmonika,  维也纳 1769
- 安东·雷哈（Anton Reicha）: Grand solo pour harmonica et l'orchestre, 维也纳 1806; Abschied der Johanna d’Arc（告别贞德）, 席勒(Friedrich Schiller) ，玻璃琴，乐团，3月12日1806的F-PC，12045
- 卡尔·利奥波德·瑞里希（Karl Leopold Röllig）: 6 Konzerte für Glasharmonika, 约 1790
- 圣桑(Camille Saint-Saëns): Le Carnaval des animaux (动物狂欢节)(1922), 玻璃琴演奏于第七和第十四乐章。
- 卡尔·马利亚·冯·韦伯（Carl Maria von Weber）: Adagio e Rondo F（慢板F调回旋曲） 写给玻璃琴及管弦乐团。

### 歌剧与音乐剧
- 大卫·奥古斯特·冯·阿贝尔（David August von Apell）: Il trionfo della musica, 其中有部分为玻璃琴演奏, Hf., St. (1808)
- 路德里希·冯·贝多芬（Ludwig van Beethoven）: Melodram für Sprechstimme, Glasharmonika, Nr. 3 aus der Bühnenmusik zu Fr. Dunckers Drama Leonore Prohaska von 1815
- 费鲁吉欧·布索尼（Ferruccio Busoni）: 在歌剧 Doktor Faust（浮士德博士的悲剧）中有一段由玻璃琴演奏，德累斯顿 1925
- 斯特彭·J·达维多夫（Stepan J. Davïdov）: 在歌剧 Rusalka（水仙女）中有一段由玻璃琴演奏, 圣彼得堡 1803
- 葛塔诺·多尼采蒂（Gaetano Donizetti）: 在其歌剧 拉美莫尔的露琪亚中的“疯狂一幕”中有玻璃琴演奏的部分, 那不勒斯 1835
- 米哈伊尔·伊万诺维奇·格林卡（Michail Iwanowitsch Glinka）: 在歌剧Ruslan und Ljudmila（鲁斯兰与柳德米拉）中有一段由玻璃琴演奏 圣彼得堡 1842
- 弗朗兹·格里尔帕泽（Franz Grillparzer） (曾用名Friedrich Ludwig Seidel): 在其悲剧 Die Ahnfrau（先祖）中使用玻璃琴的声音,维也纳 1817
- 亨氏·霍利格（Heinz Holliger）: 在其歌剧 Schneewittchen（白雪公主）中有一部分使用了玻璃琴 (1997/98)
- 卡尔·利奥波德·瑞里希（Karl Leopold Röllig）: 咏叹调Io consorte d'Augusto中使用玻璃琴
- 约翰·亚伯拉罕·彼得·舒尔茨（Johann Abraham Peter Schulz）: 在 Minona oder Die Angelsachsen（米诺娜和盎格鲁撒克逊人）这4部头的悲惨剧中使用玻璃琴演奏, 汉堡 1786
- 理查德·施特劳斯（Richard Strauss）: 在其 Die Frau ohne Schatten（没有影子的女人）第三幕中使用玻璃琴，  维也纳 1919

## 流行文化中的玻璃琴

### 音乐
- 在葛塔诺·多尼采蒂的歌剧《拉美莫尔的露琪亚》最著名的“疯狂一幕”（Mad Scene）里有专门为玻璃琴谱写的乐曲。玻璃琴与其他的乐曲共同为人声伴奏。例如2009年大都会歌剧院制作的歌剧版本（片名角色为安娜·奈瑞贝科(Anna Jur'evna Netrebko)）中，就有玻璃琴独奏音乐家Cecilia Brauer的伴奏。在另一纽约大都会剧院现场版本（纳塔莉·德赛(Natalie Dessay)饰演剧中角色）中，丹尼斯·詹姆斯（Dennis James）弹奏了由玻璃琴演奏的完整的部分。
- 在比约克(Björk)1997年专辑《Homogeni》里， 《All Neon Like》整首歌曲由阿拉斯代尔·麦莱（Alasdair Malloy)用玻璃琴伴奏。
- 在琳达·朗丝黛（Linda Ronstadt）, 桃莉·巴顿和爱美萝·哈里斯（Emmylou Harris）1999年的专辑Trio II 里， Dennis James用玻璃琴为歌曲《After The Gold Rush》伴奏，并且在歌曲间奏中有单独的演奏。[17]
- 美国的新金属乐队KoRn在其2006年的专辑《See You on the Other Side》中为一些歌曲使用玻璃琴伴奏，包括歌曲《Tearjerker》 和 《Seen it All》。在2007年的MTV不插电演唱会中，他们在歌曲《Creep》以及《Falling Away From Me》中运用此乐器。
- 空中铁匠（Aerosmith）的歌曲《Janie's Got A Gun》中，玻璃琴弹奏了前奏部分，营造出怪异的氛围。

### 电影
- 杰克·尼采（Jack Nitzsche）先后在《终极手段》（Cutter's Way）与《刀锋》中运用玻璃琴，由Bruno Hoffman在两部电影原声带中为其演奏。
- 詹姆斯·霍纳（James Horner）在1982年的电影《星际旅行II：可汗怒吼》中的史巴克主题音乐中运用了玻璃琴和排箫（pan flute）。[18]。玻璃琴還被用在1991年的电影《星際旅行VI:未来之城》的電影原聲中，依舊表現史巴克主題音樂。
- 阿拉斯代尔·麦莱（Alasdair Malloy）弹奏玻璃琴为众多电影原声配乐，其中有哈利波特系列电影、《年轻的维多利亚》、《普罗米修斯》以及《曼斯菲尔德庄园》。
- 在杰里·戈德史密斯（Jerry Goldsmith）的电影《闪电奇迹》（“Powder”）中有大量的玻璃琴的配乐。

### 動漫
- 在日本動漫《黑执事》第二季第六集中用到玻璃琴。惡魔漢娜在化裝舞会化裝成侍女上弹奏此乐器，它的声音将听众们催眠，并加以操控，令他們成為具有攻击性的暴民。剧中一些人认为玻璃琴的声音能扰乱听众的思想，但實際上是因為該樂器的彈奏者漢娜在彈奏是故意使用惡魔的力量，所以才會得到該效果。

### 文学
- 托马斯·品钦1997年创作的小说《梅森和迪克逊》中艺术性地描绘了富兰克林的玻璃琴：“若鸣钟私语，若旋律消逝，其灵漂泊人间……若鬼灵在他们的舞会上尽欢，当玻璃破碎，他们想要的正是这般美妙音乐，这般控制激动情感，内心的激动即将爆发。”
- Louise Marley于2000年创作的《玻璃琴（The Glass Harmonica）》, 是一部关于玻璃琴的推理性历史小说。小说中描写了本杰明·富兰克林关于玻璃琴的发明，由Marianne Davies演奏的玻璃琴首秀以及玻璃琴“小莫扎特”与此乐器的经历。下一个故事的主线是关于此乐器在当地的复兴、其影响神经的迷信。它的有声小说选用了Dennis James的演奏作为插曲。
- 在Mitch Cullin于2005年创作的小说《A Slight Trick of the Mind》中，歇洛克·福尔摩斯调查了一个哀痛的女人。她对于玻璃琴的音乐有强烈的爱好。

## 脚注
1. ↑  Bloch, Thomas. .   [2013-05-02]. （原始内容存档于2007年4月5日）. 外部链接存在于|title= (帮助)
2. 1 2 3 4  Brands, H. W. (2000) "The First American: The Life and Times of Benjamin Franklin" First Anchor Books Edition, March 2002 ISBN 0-385-49540-4
3. ↑  "中国大百科全书·音乐舞蹈卷", 1989年4月出版，第64页
4. 1 2 3  "世界文化",1999年第01期
5. ↑  .   [2013-05-02]. （原始内容存档于2015-01-14）.
6. ↑  The Writings of Benjamin Franklin, Volume III: London, 1757–1775 – Faults in Songs 的存檔，存档日期2008-12-06.
7. ↑  See .   [2013-05-03]. （原始内容存档于2008-12-08）., which includes a video demonstration.
8. 1 2  The Bakken. .   [2007-05-22]. （原始内容存档于2007年4月5日）.
9. ↑  The Franklin Institute – Exhibit – Franklin... He's Electric （页面存档备份，存于）
10. ↑  .   [2013-05-02]. （原始内容存档于2015-01-14）.
11. ↑  Cope, Kevin L. . AMS Press. 30 September 2004: 149  [5 April 2011]. ISBN 978-0-404-64410-9. （原始内容存档于2014-07-21）.
12. ↑  Bossler, Heinrich (1809-05-10).  Marianne Kirchgessner obituary. Allgemeine musikalische Zeitung（德语：Allgemeine musikalische Zeitung）, 10 May 1809. Obituary written by Marianne Kirchgessner's manager Heinrich Bossler.
13. ↑  .   [2013-05-02]. （原始内容存档于2013-05-11）.
14. ↑  See Finger, Stanley (2006); Doctor Franklin's Medicine; U of Pennsylvania Press; Philadelphia; ISBN 0-8122-3913-X. Chapter 11, "The Perils of Lead" (p. 181–198) discusses the pervasiveness of lead poisoning in Franklin's day and Franklin's own leadership in combating it.
15. 1 2  Sony Classical Music. "Cristal – Glass Music Through the Ages" 的存檔，存档日期2006-11-24.
16. 1 2  .   [2013-05-02]. （原始内容存档于2007-03-17）.
17. ↑  .   [April 18, 2012]. （原始内容存档于2012-07-24）.

### 文献资料
- . 关于玻璃琴的资料.   [January 16, 2007]. （原始内容存档于2013-04-23）.
- . 本杰明·富兰克林关于玻璃琴的通信.   [January 16, 2007]. （原始内容存档于2007年2月10日）.
- . 伽利略关于“酒杯发出的音符”的文献资料 （from 'Two New Sciences' ，about the 'wet finger around the wine glass' phenomenon (1638)）.   [January 16, 2007]. （原始内容存档于2007年2月10日）.
- King, A.H., “《玻璃制乐器以及玻璃琴》（The Musical Glasses and Glass Harmonica）” Royal Musical Association, Proceedings, Vol.72, (1945/1946), pp. 97–122.
- Sterki, Peter. Klingende Gläser（探索玻璃杯的奥秘）. Bern. NY 2000. ISBN 3-906764-60-5 br.
- 玻璃琴的历史
- A. Buchner: Die Glasharmonika. In: Das Musikinstrument. Ausgabe 19, 1970, S. 773–737, S. 1182–1185.
- A. Buchner: Die Glasharmonika. In: Das Musikinstrument. Ausgabe 20, 1971, S. 38–40.
- Ernst F. Chladni: Entdeckungen über die Theorie des Klanges. Zentralantiquariat der DDR 1980 (Repr. d. Ausg. Leipzig 1787, 1817 und 1821).
- Johann Philipp Eisel: Musics autodidactos oder der sich selbst informierende Musicus. Zentralantiquariat der DDR, Leipzig 1976 (Reprint der Ausgabe Erfurt 1738).
- Ann Ford: Instructions for playing on the musical glasses. London 1761.
- Franchino Gaffori: The theory of music. Yale University Press, 1993, ISBN 0-300-05497-1.
- Athanasius Kircher: Neue Hall- und Thonkunst oder mechanische Geheim-Verbindung der Kunst und Natur. Schäfer, Hannover 1983, ISBN 3-88746-072-3 (Reprint der Ausgabe Ellwangen 1684).

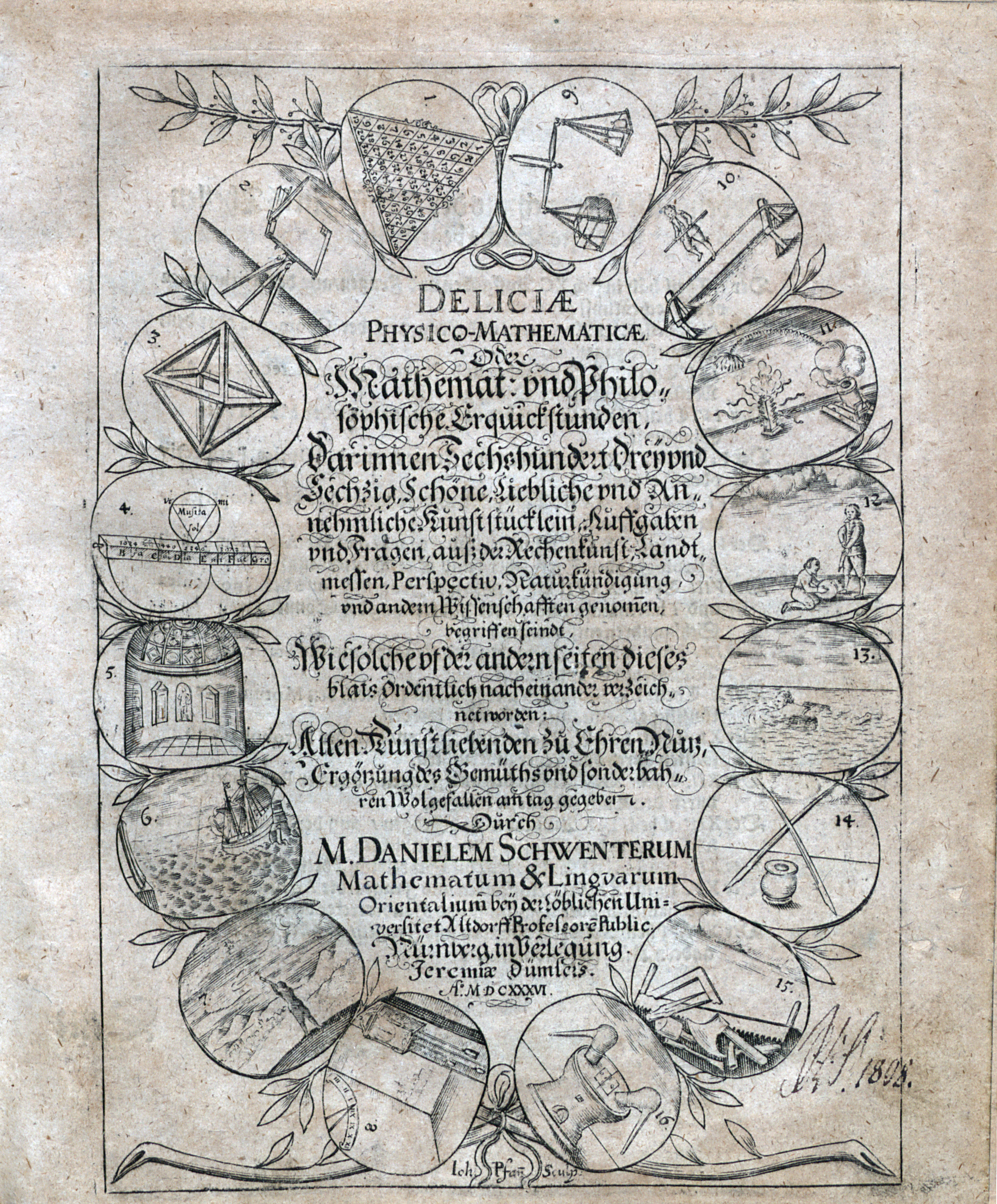
Deliciae physico-mathematicae, 1636

- Georg Harsdöffer: Deliciae physico-mathematicae oder mathematische und philosophische Erquickungsstunden. Keip, Frankfurt/M 1990 (Reprint der Ausgabe Nürnberg 1636).
- A. Hyatt King: The musical glasses and glassharmonika. In: PRMA. Nummer 72, 1945/46, S. 97 ff.
- Franz Liszt: Frédéric Chopin. Levi, Paris 1990, ISBN 2-86746-063-8.
- Wilhelm Luethge: Die Glasharmonika, das Instrument der Wertherzeit. In: Der Bär. 1925, S. 98 ff.
- P. Lynton, K. L. Loewenstein: Musical glasses. In: News and renews. 1951, S. 2 ff.

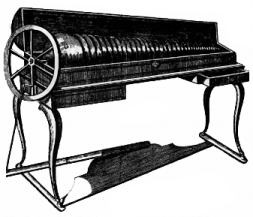
玻璃琴

- B. Matthews: The David Sisters, J. C. Bach and the glass harmonica. In: ML. Ausgabe 56, 1975, S. 150–169.
- David J. O'Donoghue:  An Irish musical genius (Richard Pockrich). The inventor of the musical glasses, etc.. Gill, Dublin 1899.
- Antonio Pace: Benjamin Franklin and Italy. American Philosophical Society, Philadelphia 1958.
- John Carteret Pilkington: The real story. Hoey, London 1760.
- Walter B. Pohl: Tönendes Glas. Erzählung. Selbstverlag, Freudenberg 1960.
- Alois Primisser: Die kaiserlich-königliches Ambraser Sammlung. ADEVA, Graz 1872 (Reprint der Ausgabe Wien 1819).
- Sascha Reckert: Glasharmonika. In: Die Musik in Geschichte und Gegenwart (auch im Web （页面存档备份，存于）).
- Conny Sibylla Restle: Richard Strauss und die Glasharmonika. In: musica instrumentalis. 1998, S. 24–46.
- Karl L. Röllig: Über die Harmonika. Ein Fragment. Berlin 1787.
- Hans Schneider: Der Musikverleger Heinrich Philipp Bossler (1744–1812) mit bibliographischen Übersichten und einem Anhang „Marianne Kirchgeßner und Bossler“. Schneider, Tutzing 1985, ISBN 3-7952-0500-X.
- Janka Schröder: Eine Glasharmonika um 1800 von Franz Ferdinand Pohl aus dem Besitz des Stiftes Heiligenkreuz (Diplomarbeit an der Hochschule für angewandte Wissenschaft und Kunst, Hildesheim 2004).
- M. Schuler: Musik im Messmerismus. In: Freiburger Universitätsblätter. Nummer 25, 1986, Heft 93, S. 23–67.
- Peter Sterki: Klingende Gläser. Die Bedeutung idiophoner Friktionsinstrumente mit axial rotierenden Gläsern, dargestellt an der Glas- und Tastenharmonika. Dissertation, Bern 2000, ISBN 3-906764-60-5.
- Hermann Josef Ullrich: Die blinde Glasharmonikavirtuosin Marianne Kirchgeßner und Wien. Schneider, Tutzing 1971, ISBN 3-7952-0113-6.
- Till G. Waidelich: Die Glasharmonika in den Artikeln der AmZ. Berlin, Druck in Vorbereitung.
- Johann Gottfried Walther: Musicalisches Lexicon oder musicalische Bibliothec. Bärenreiter, Kassel 2001, ISBN 3-7618-1509-3, (Reprint der Ausgabe Leipzig 1732).
- Auf singendem Glas spielt Meister Pohl. In: Dresdner Aktuelle Nachrichten. Nr. 3, 1941.
- Einiges über die Glasharmonika. In: Deutsche Instrumentenbau-Zeitung. 1903/04.

### 影片资料
- 玻璃琴演奏糖果仙女舞 （页面存档备份，存于）
- 令人吃惊的牛人用玻璃琴弹糖梅仙子歌曲(并非本杰明的玻璃琴，而是玻璃乐杯演奏) （页面存档备份，存于）
- 玻璃琴演奏-安妮特拉之舞
- Vera Meyer演奏本杰明·富兰克林18世纪发明的玻璃琴 （页面存档备份，存于）
- Performance Glass Harmonica 玻璃琴演奏 （页面存档备份，存于）
- Glassharmonica Grave (R llig) by Thomas Bloch